# Peugeot Type 173
La Type 173 era un'autovettura di fascia media prodotta dal 1923 al 1925 dalla Casa automobilistica francese Peugeot.

## Profilo
Nel 1923, la Peugeot lanciò la Type 173, ossia una vettura di fascia media che avrebbe dapprima affiancato e poi sostituito la gloriosa Type 163 che contribuì in maniera pressoché definitiva a risollevare le sorti della Casa francese, decisamente provata dopo essere uscita dal Primo Conflitto Mondiale. La Type 173 era una vettura di dimensioni generose per la fascia di mercato che andava a occupare: i suoi 4 m di lunghezza la resero molto appetibile per via delle sue doti di abitabilità interna.
Tecnicamente la Type 173 proponeva soluzioni assai moderne per l'epoca, poiché montava un motore a 4 cilindri, della cilindrata di 1525 cm³ con distribuzione a valvole in testa. Si trattava di fatto della prima Peugeot a montare tale soluzione. L'unità motrice era poi in grado di erogare una potenza massima di 29 CV a 1900 giri/min. La trazione era posteriore e il cambio era a 4 marce, una soluzione non molto usata all'epoca. Le 4 marce erano infatti appannaggio solo di alcune vetture di lusso, perciò era inconsueto vederle applicate su una vettura di fascia media. In ogni caso, ciò consentì alla vettura di acquisire un po' di brio nelle accelerazioni e di arrivare più velocemente alla velocità massima, che era di 75 km/h. Un'altra componente moderna veniva dall'impianto frenante, che a richiesta poteva essere equipaggiato da freni a tamburo su entrambi gli assi anziché sul solo retrotreno.
La Type 173 fu prodotta fino al 1925 in 1002 esemplari, di cui non pochi in versione S, d'impostazione più sportiveggiante: la sua eredità sarebbe stata ripresa dalla Type 177, in listino già da un anno.